# ماهیچه نیزه‌ای‌لامی
ماهیچه نیزه‌ای‌لامی یا عضله استیلوهیوئید (انگلیسی: Stylohyoid muscle) یک ماهیچه باریک در گردن انسان است که کشیدن استخوان لامی و زبان به سمت بالا و عقب را برعهده دارد. این ماهیچه در جابه‌جایی لامی، دیافراگم دهان و آرواره زیرین مؤثر است.
خاستگاه آن زایده نیزه‌ای (استیلوئید)، پیوندگاهش تنه استخوان لامی و عصب‌گیری آن از عصب چهره‌ای است.
این ماهیچه در حالیکه به موازات شکمچه پسین ماهیچه دوشکمچه‌ای (بطن خلفی عضله دیگاستریک) قرار دارد از زائده نیزه‌ای (استیلوئید) گیجگاهی شروع می‌شود و ضمن اینکه الیاف آن نسبت به وتر واسطه‌ای دوشکمچه‌ای دو شاخه می‌شود، از دو سوی آن گذشته و در محدوده شاخ بزرگ لامی (هیوئید) به این استخوان متصل می‌شود.
ماهیچه‌های نیزه‌ای‌لامی هنگامی که منقبض می‌شوند در جابجایی لامی، دیافراگم دهان و همچنین آرواره زیرین مؤثرند.
ماهیچهٔ نیزه‌ای‌لامی نقش مهمی در بلع و حرکت استخوان لامی دارد. این ماهیچه یک رشتهٔ باریک و کشیده است که از زایده نیزه‌ای استخوان گیجگاهی آغاز شده و به تنهٔ استخوان لامی، در محل اتصال آن به شاخ بزرگ، می‌پیوندد.
از نظر تنوع کالبدشناختی، ماهیچهٔ نیزه‌ای‌لامی ممکن است در برخی افراد غایب باشد یا به‌صورت دوشاخه‌ای دیده شود. محل اتصال آن به استخوان لامی نیز می‌تواند متفاوت باشد و گاهی به‌صورت اتصال فرعی یا هلالی شکل دیده می‌شود. این ماهیچه به‌وسیلهٔ شاخه نیزه‌ای‌لامی عصب چهره‌ای از عصب چهره‌ای (CN VII) عصب‌گیری می‌شود و خون‌رسانی آن از طریق شاخه‌هایی از سرخرگ چهره‌ای، سرخرگ گوشی پسین و سرخرگ پس‌سری انجام می‌گیرد.

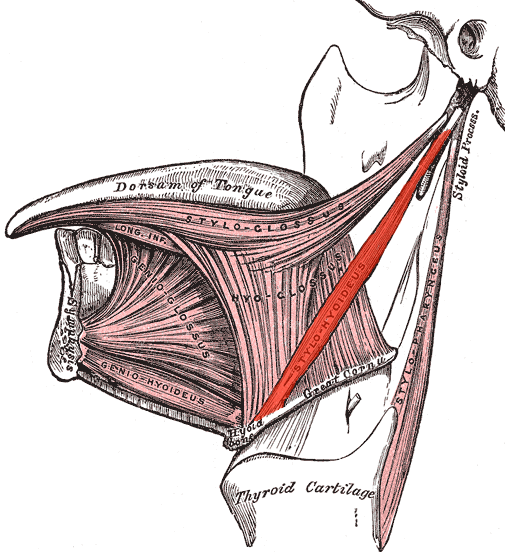
ماهیچه‌های بیرونی زبان، نمای چپ، ماهیچه نیزه‌ای‌لامی به رنگ سرخ پررنگ

از نظر بالینی، ماهیچهٔ نیزه‌ای‌لامی و ساختارهای اطراف آن در جراحی‌های سر و گردن اهمیت ویژه‌ای دارند. این ماهیچه بخشی از ساختار موسوم به تیغه نیزه‌ای‌حلقی (سپتوم استایلوفارنژیال) است که به‌عنوان یک مرز جراحی بین فضای پیش‌نیزه‌ای (پره‌استایلوئید) و پشت‌نیزه‌ای (رتروستایلوئید) عمل می‌کند.
این ماهیچه همچنین می‌تواند در بیماری نادری به نام نشانگان ایگل درگیر شود که در آن، زائدهٔ نیزه‌ای یا رباط مرتبط با آن دچار بلندشدگی یا کلسیفیه شدن می‌شود و به ساختارهای اطراف فشار می‌آورد و موجب درد در فک، گلو یا گوش، به‌ویژه هنگام بلع یا چرخش گردن، می‌گردد.

## ساختار
ماهیچهٔ نیزه‌ای‌لامی از محل خاستگاه خود به‌سمت پایین و جلو کشیده می‌شود و نزدیک محل پیوندگاه خود به‌وسیلهٔ وتر میانی ماهیچه دوشکمچه‌ای سوراخ می‌شود.

### خاستگاه
این ماهیچه از سطح پشتی زایده نیزه‌ای استخوان گیجگاهی، نزدیک قاعدهٔ این زایده، آغاز می‌شود و یک وتر کوچک آغازین دارد.

### پیوندگاه
این ماهیچه به تنهٔ استخوان لامی، در محل اتصال تنه به شاخ بزرگ، متصل می‌شود. مسیر آن از جلوی وتر میانی ماهیچه دوشکمچه‌ای می‌گذرد و درست بالای محل پیوند شکمچهٔ بالایی ماهیچه کتف‌لامی به لامی متصل می‌شود.

### خون‌رسانی
شاخه‌هایی از سرخرگ چهره‌ای، سرخرگ گوشی پسین و سرخرگ پس‌سری خون این ماهیچه را تأمین می‌کنند.

### عصب‌گیری
عصب‌گیری حرکتی این ماهیچه از شاخهٔ نیزه‌ای‌لامی عصب چهره‌ای (CN VII) انجام می‌شود.

### روابط
این ماهیچه در جلوی بالایی شکمچهٔ پسین ماهیچه دوشکمچه‌ای قرار دارد.

### دگرگونی‌ها
ممکن است این ماهیچه غایب یا دوبرابر باشد. گاهی در سمت میانی سرخرگ کاروتید قرار می‌گیرد و ممکن است به ماهیچه‌های بالای لامی یا ماهیچه‌های زیر لامی متصل شود.

## کارکرد
این ماهیچه استخوان لامی را بالا و به عقب می‌کشد.
این ماهیچه کف دهان را دراز می‌کند و در آغاز بلع نقش دارد.
انقباض ماهیچهٔ نیزه‌ای‌لامی موجب بالا و عقب‌کشیدن استخوان لامی می‌شود که این حرکت به عقب‌رفتن زبان و کشیدگی کف دهان کمک کرده و برای آغاز عمل بلع ضروری است. همچنین این ماهیچه در هنگام تنفس، با ایجاد تنش در بخش‌هایی از کف دهان، به باز نگه داشتن مسیر هوایی کمک می‌کند.

## نگارخانه

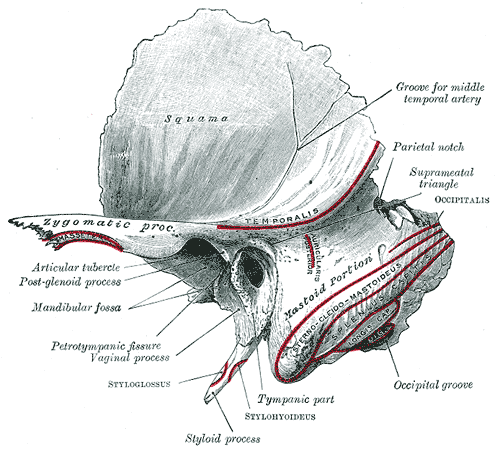
استخوان گیجگاهی چپ، نمای بیرونی
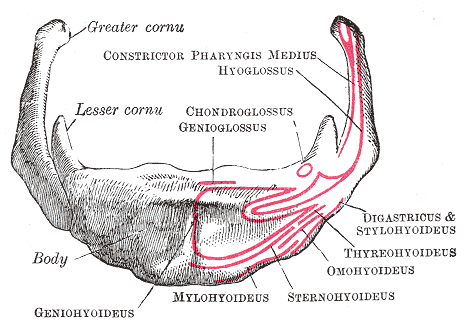
استخوان لامی، نمای روبه‌رو (بزرگ‌شده)
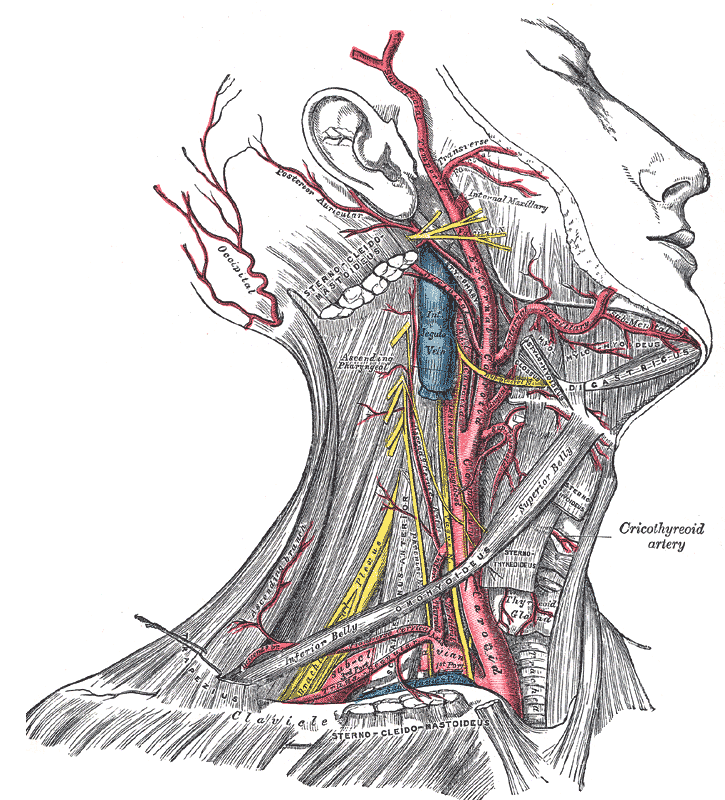
کالبدگشایی سطحی سمت راست گردن، نشان‌دهندهٔ سرخرگ کاروتید و سرخرگ زیرترقوه‌ای
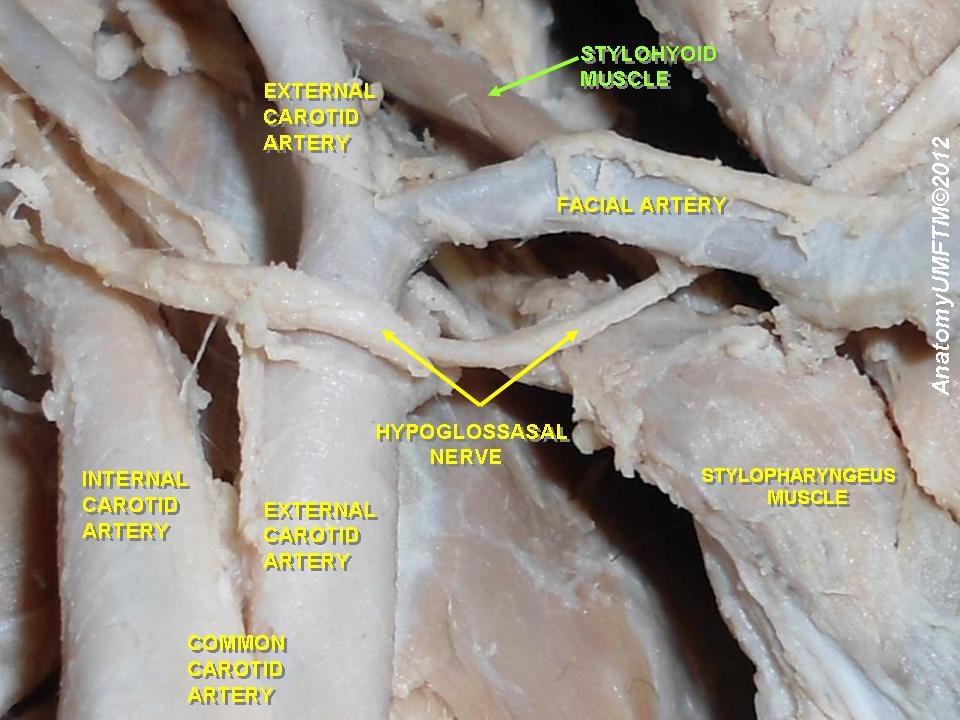
ماهیچهٔ نیزه‌ای‌لامی
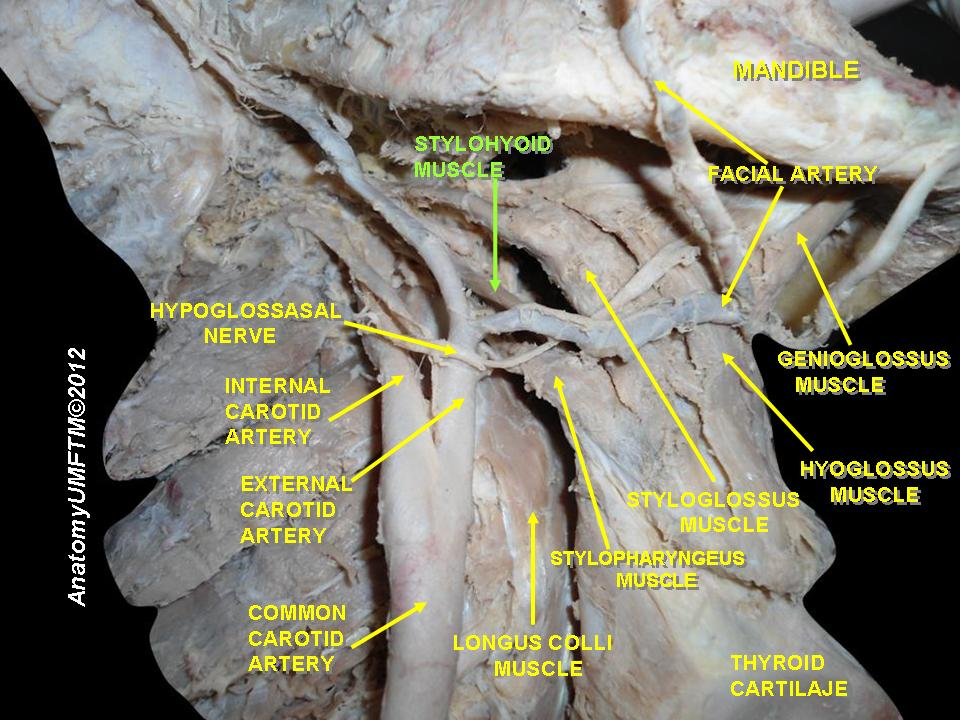
ماهیچهٔ نیزه‌ای‌لامی